# Łyżwiarstwo szybkie na Zimowych Igrzyskach Olimpijskich 1988 – bieg na 1000 m kobiet
Bieg na 1000 metrów kobiet w łyżwiarstwie szybkim na Zimowych Igrzyskach Olimpijskich 1988 rozegrano 26 lutego na torze Olympic Oval. Mistrzynią olimpijską na tym dystansie została Christa Rothenburger z NRD, ustanawiając jednocześnie nowy rekord świata. 

## Wyniki
| Miejsce | Zawodniczka               | Państwo           | Czas    |
| ------- | ------------------------- | ----------------- | ------- |
| 01 !    | Christa Rothenburger      | NRD               | 1:17,65 |
| 02 !    | Karin Enke                | NRD               | 1:17,70 |
| 03 !    | Bonnie Blair              | Stany Zjednoczone | 1:18,31 |
| 4       | Andrea Ehrig-Mitscherlich | NRD               | 1:19,32 |
| 5       | Seiko Hashimoto           | Japonia           | 1:19,75 |
| 6       | Angela Stahnke            | NRD               | 1:20,05 |
| 7       | Leslie Bader              | Stany Zjednoczone | 1:21,09 |
| 8       | Katie Class               | Stany Zjednoczone | 1:21,10 |
| 9       | Natalie Grenier           | Kanada            | 1:21,15 |
| 10      | Erwina Ryś-Ferens         | Polska            | 1:21,44 |
| 11      | Shoko Fusano              | Japonia           | 1:21,47 |
| 12      | Christine Aaftink         | Holandia          | 1:21,63 |
| 13      | Zofia Tokarczyk           | Polska            | 1:21,80 |
| 14      | Shelley Rhead             | Kanada            | 1:21,84 |
| 15      | Edel Therese Høiseth      | Norwegia          | 1:21,90 |
| 16      | Emese Hunyady             | Austria           | 1:22,22 |
| 17      | Yu Seon-hui               | Korea Południowa  | 1:22,35 |
| 18      | Jelena Iljina             | ZSRR              | 1:22,40 |
| 19      | Ariane Loignon            | Kanada            | 1:22,75 |
| 20      | Natalja Szywie            | ZSRR              | 1:22,99 |
| 21      | Ingrid Haringa            | Holandia          | 1:23,15 |
| 22      | Noriko Toda               | Japonia           | 1:23,49 |
| 23      | Han Chun-ok               | Korea Północna    | 1:24,26 |
| 24      | Nancy Swider-Peltz        | Stany Zjednoczone | 1:24,81 |
| 25      | Marie-Pierre Lamarche     | Kanada            | 1:25,18 |
| 26      | Bibija Kerla              | Jugosławia        | 1:30,89 |
| -       | Song Hwa-seon             | Korea Północna    | DSQ     |